# Saint-Mathurin-sur-Loire
Saint-Mathurin-sur-Loire era una comuna francesa situada en el departamento de Maine y Loira, de la región de Países del Loira, que el 1 de enero de 2016 pasó a ser una comuna delegada de la comuna nueva de Loire-Authion al fusionarse con las comunas de Andard, Bauné, Brain-sur-l'Authion, Corné, La Bohalle y La Daguenière.

## Localización
La ciudad está situada entre La y La Bohalle Ménitré en el valle del Loira, a 20 km al este de Angers, de Angers en el eje - Saumur. Forma parte del parque natural de Loire-Anjou-Touraine. Incluye el cauce del Loira, donde desemboca el río y la llanura aluvial, donde el pueblo y las granjas. El Loira es el límite natural de la ciudad hacia el sur, con la posibilidad de la cruz por un puente (RD 55) para llegar a la ciudad fronteriza de Saint-Rémy-la-Varenne.

## Demografía
| Gráfica de evolución demográfica de Saint-Mathurin-sur-Loire entre 1800 y 2013 |
|                                                                                |

Los datos demográficos contemplados en este gráfico de la comuna de Saint-Mathurin-sur-Loire se han cogido de 1800 a 1999 de la página francesa EHESS/Cassini, y los demás datos de la página del INSEE.

## Economía
De 162 instituciones presentes en el fin común de 2010, el 22% procedían de la agricultura (un promedio de 17% del departamento), el 8% del sector industrial, el 12% del sector de la construcción, 40 % del sector comercio y servicios y el 18% de la administración y salud9.
Recursos y producción: semillas de maíz, la cebolla, espárragos, ensalada de maíz, mijo, semillas de hortalizas, plántulas de vivero.
Mercado semanal el martes.
Alojamiento: villas, casas de campo.

## Cultura local y patrimonio
Reseña Histórica
Capellán sobre el levantamiento del siglo XIV.
Parroquia fundada en el siglo XV para proteger el ejercicio.
Arquitectura civil
Casa conocida como "casa del Ecce Homo" * XV / XVI siglo (IMH).
Una importante labor en la construcción mostró que es un edificio del siglo duodécimo-decimotercero, probablemente priorato dependiente de St Remy la Varenne, frente perteneciente a los monjes benedictinos de St. Aubin. Este es uno de los restos de un conjunto más amplio llamado "La ciudad alegre." En el siglo XV, la casa fue remodelada, probablemente por el rey René, que ha dejado huellas. Un número de libros en casa de la Loire en Anjou, dedicada a Logis de Ecce Homo que saldrá pronto.
Logis noble del siglo XVIII El Marsaulaye, chimeneas del siglo XVII (IMH).
Sacred Architecture
Iglesia de San Mathurin decimonovena renacimiento griego siglo (IMH): crucifijo de madera del siglo XVII.
Capilla del siglo XV (IMH) en el Marsaulaye 2 estatuas decimoquinto * / de madera del siglo XVII y piedra (robado en 1976).
museo
La Maison de Loire en Anjou, actor Relay Misión Loire sitio de interpretación Val de la UNESCO; viaje de descubrimiento.

## Artistas
Josep Grau-Garriga pintor y tejedor (tapices de alto lana) contemporáneo nacido en Sant Cugat del Vallès (Cataluña, España)